# آدیلتون (بازیکن فوتبال، زاده ۱۹۸۳)
آدایلتون خوزه دوس سانتوس فیلو (به پرتغالی: Adaílton José dos Santos Filho) مدافع اهل برزیل است که در شهر سالوادور و در تاریخ ۱۴ آوریل ۱۹۸۳ به دنیا آمده‌است.
آدایلتون خوزه دوس سانتوس فیلو در تیم‌های فوتبال Vitória سابقهٔ حضور دارد.